# Kaserne
En kaserne er militær bebyggelse til permanent indkvartering. Der er ofte tale om beskedne og ensartede bygninger.
Kasernen afgrænses fra en lejr ved, at den enkelte soldat kun kortvarigt har ophold i lejren. Er der ikke en samlet bebyggelse, vil man typisk i stedet benytte det bredere udtryk garnison.

## Kaserner i Danmark
I takt med nedlæggelse af mange af forsvarets kaserner, anvendes de i stigende grad til boligbyggeri eller kulturelle aktiviteter. Men de beholder ofte deres navn: Bådsmandsstrædes Kaserne, der blev til Christiania, og Grønnegades Kaserne i Næstved, der bl.a. blev et kulturcenter. Se oversigt over Danmarks kaserner.